# Thomas Gloag
Thomas Gloag (né le 13 septembre 2001 à East Dulwich) est un coureur cycliste britannique.

## Biographie
En 2019, chez les juniors (moins de 19 ans), Thomas Gloag se classe notamment troisième du Sint-Martinusprijs Kontich et huitième de Kuurne-Brussel-Kuurne juniors. Il gagne également une étape et le maillot de meilleur grimpeur du Tour du Pays de Galles juniors. En 2020, pour sa première saison chez les espoirs (moins de 23 ans), il rejoint l'équipe Trinity Racing. Il est quatorzième du Giro Ciclistico d'Italia, largement remporté par son leader Tom Pidcock. L'année suivante, il continue à s'illustrer sur les courses par étapes du calendrier espoir. Quatrième du Giro Ciclistico d'Italia, il est participe ensuite au Tour de l'Avenir, où il réalise deux podiums d'étape en montagne. Il prend le départ de la dernière étape en étant sixième du général, mais abandonne en raison d'une chute. Il se classe ensuite sixième de Liège-Bastogne-Liège espoirs. Lors de la Ronde de l'Isard, il gagne la quatrième étape et s'empare du maillot de leader. Le lendemain, lors de la dernière étape, il tombe dans la descente du Port de Lers après avoir percuté une voiture de l’organisation. Il perd près de trois minutes et termine finalement troisième du général de la course.
En mai 2022, il termine troisième au sprint de la Flèche ardennaise, battu par Romain Grégoire et Lennert Van Eetvelt. En juillet, il passe proche de la victoire sur des étapes du Tour du Val d'Aoste et du Tour Alsace. Lors du  Tour de l'Avenir, il gagne la quatrième étape à l'issue d'une échappée. Alors qu'il monte sur le podium pour célébrer sa victoire avec Bernard Hinault, il trébuche et glisse dans les escaliers. Il prend la tête de la course après son résultat, mais glisse à deuxième place le lendemain, puis dix-neuvième au général avant d'abandonner la course. En août, il est stagiaire au sein de l'équipe World Tour Jumbo-Visma pour le reste de la saison 2022. Le 29 août, il est annoncé que Gloag rejoint officiellement Jumbo-Visma à partir de la saison 2023 avec un contrat de trois ans,. 
Pour sa première course en février 2023, il se classe deuxième d'étape, puis termine sixième et meilleur jeune du Tour de la Communauté valencienne. En avril, il est onzième du Tour de Romandie. Non retenu initialement pour le Tour d'Italie, il remplace à la veille du départ Jan Tratnik, forfait à la suite d'une chute lors d'un entraînement. Il termine 76e d'une épreuve remportée par son chef de file Primož Roglič. En août, il est sévèrement blessé à un genou à la suite d'un accident avec un automobiliste, ce qui entraîne la fin de sa saison.
Il reprend la compétition en juillet 2024 lors du Czech Tour et gagne en solitaire la troisième étape avec une arrivée en côte. Début septembre, il se fracture les coudes après une chute lors d'un entraînement et se fait opérer dans la foulée, mettant de nouveau un terme prématurément à sa saison.

## Palmarès sur route
- 2019
  - 2e étape du Tour du Pays de Galles juniors
  - 1re étape du Sint-Martinusprijs Kontich (contre-la-montre par équipes)
  - 3e du Sint-Martinusprijs Kontich
- 2021
  - 4e étape de la Ronde de l'Isard
  - 3e de la Ronde de l'Isard
- 2022
  - 4e étape du Tour de l'Avenir
  - 3e de la Flèche ardennaise
- 2024
  - 3e étape du Czech Tour
- 2025
  - 8e du Tour Down Under

## Résultats sur les grands tours

### Tour d'Italie
1 participation
- 2023 : 76e

## Classements mondiaux
| Année                                 | 2021 | 2022 | 2023 | 2024  |
| ------------------------------------- | ---- | ---- | ---- | ----- |
| Classement mondial                    | 807e | 566e | 489e | 2308e |
| UCI Europe Tour                       | 623e | 441e | nc   | nc    |
|                                       |      |      |      |       |
| Légende : nc = non classéSource : UCI |      |      |      |       |